# Citadel Media
ABC Radio/Citadel Media – jeden z trzech największych amerykańskich operatorów sieci radiowej. Stacja rozpoczęła działalność w 1921 roku pod nazwą WJZ Network. W 1927 roku ówczesny właściciel firmy, korporacja Radio Corporation of America, zmieniła nazwę rozgłośni na NBC Blue Network. Po interwencji Federalnej Komisji Łączności stała się niezależnym przedsiębiorstwem, pod nazwą ABC Radio, które stało się własnością American Broadcasting Company. W 1996 roku Capital Cities/ABC (właściciel ABC Radio) została zakupiona przez The Walt Disney Company. Od 2005 roku należy do Citadel Broadcasting, a w 2009 roku ponownie zmieniono nazwę, tym razem na Citadel Media.

## Historia

### WJZ Network
Citadel Media swoje początki posiada już w sieci WJZ Network utworzonej przez WJZ w Nowym Jorku, która dostarczała programy innych stacji na linii Western Union. Wtedy rozgłośnia była własnością Westinghouse.

### NBC Blue Network
W 1927 roku WJZ i jego inne oddziały zostały wchłonięte przez National Broadcasting Company (NBC); później nazwa sieci WJZ została zmieniona na Blue Network podczas gdy WEAF (który wszedł w skład NBC w 1926) na Red Network. Wtedy właściciel marki NBC (Blue Network i Red Network), Radio Corporation of America został gigantem mediowym, kontrolując dwie z trzech największych stacji radiowych w USA (RCA nie kontrolowało stacji CBS Radio, które było własnością Westinghouse).
Od swojego utworzenia w 1934 roku amerykańska Federalna Komisja Łączności (FCC), która reguluje rynek mediowy w USA, studiowała monopolistyczne działania sieci radiowych i telewizyjnych korporacji RCA. FCC uznała, że dwie sieci NBC, dominują wśród liczby widzów i dochodów z reklam w amerykańskich mediach radiowych posiadając monopol mediowy. W 1939 roku FCC nakazała RCA do oddzielenia się od jednej z dwóch sieci. W przypadku zatwierdzenia decyzji FCC firma NBC miała w 1940 roku zostać podzielona na dwie spółki. Gdy RCA odwołała się od decyzji FCC, korporacja w sądzie przegrała sprawę. W maju 1943 po ostatecznej rozprawie w Sądzie Najwyższym USA, druga apelacja została ostatecznie oddalona.
Tego samego roku RCA sprzedała Blue Network (grupa nosiła wtedy nazwę Blue Network Company, Inc) za 8 mln USD firmie Life Savers (należącej do Mars Incorporated), której ówczesnym właścicielem był magnat Edward J. Noble. Do transakcji doszło w październiku 1943 roku.

### ABC Radio Networks
Noble posiadał wiele innych mniejszych stacji radiowych na terenie USA. Chciał on również lepszej nazwy dla sieci „Blue”, dlatego w 1944 roku nabył pełne prawa do nazwy American Broadcasting Company od George’a B. Storera. Nowo powstała sieć ABC została oficjalnie utworzona 15 czerwca 1945 roku.
Od 1933 do 1968 na antenie później ABC Radio (wcześniej jako Blue Network) był program Don McNeill's Breakfast Club, jeden z pierwszych programów radiowych w USA, którego gospodarzem był Don McNeill. Inny wieloletni człowiek stacji to Paul Harvey, który był komentatorem ABC od 1951 aż do śmierci w 2009 roku.
W 1982 roku ABC Radio nabyło firmę Watermark Inc znaną z programów American Top 40 (AT40) Caseya Kasema i American Country Countdown (ACC) Boba Kingsleya. Po sześciu latach Kasem odszedł od ABC a jego miejsce w 1991 roku zajął Dick Bartley, który został gospodarzem spin-offu programu American Gold w miejsce AT40. Później jednak Kasem odzyskał posadę po regeneracji American Top 40 w 1998 r. i sprzedaży marki „AT40” (używanej do określenia programu) do AMFM Radio Networks (następnie wchłonięte do Premiere Radio Networks). Natomiast Kingsley odszedł od ABC dopiero w 2005 roku. Rok później jego miejsce zajął Kix Brooks. Wtedy też nazwę programu American Country Countdown ostatecznie zmieniono na „ACC”.
W 1980 roku ABC rozpoczęła nadawanie rozmowy radiowej, tzw. talk radio ABC Talk Radio (największy ówczesny konkurent ABC Radio, NBC Radio Network, w 1981 utworzyła NBC Talknet). Wśród jego najbardziej charakterystycznymi prowadzącymi byli Tom Snyder i Barry Farber. Wzrost popularności konserwatywnych politycznie rozmów na antenie, napędzany również przez program The Rush Limbaugh Show Rusha Limbaugha, doprowadziły do podupadania sieci. Po przejściu Snydera na emeryturę w 1992 r. ABC została wypełniona programami Leslie Marshall, która doprowadziła do zatrudniania młodych pracowników do roli spikerów (którzy cieplej wypowiadali się o lewicowej części polityków), choć większość głównych podmiotów należała do Rusha Limbaugha, który pozostał w ABC.
Stacja w następnych latach stawiając na rozmowy o finansach osiągnęła kryzys wśród liczby słuchaczy. Stało się to krótko po tym, gdy jeden z programów, Moneytalk Boba Brinkera, drastycznie stracił słuchalność, a widownia uciekała do konkurencji. Być może była to wina tego, że liczył już 25 lat, a choćby w stacji CBS Radio odnowiono kadrę pracowników.
W 1992 ABC Radio, zawiedziona częścią ekonomiczną swoich programów, zajęła się sektorem sportowym, rozpoczynając nadawanie Sportsradio ESPN we współpracy z gigantem wśród telewizji sportowych – ESPN. Pomimo że program nie był pierwszym sportowym programem „talk radio” w kraju, szybko zdobył wysoką publiczność stając się najbardziej popularnym programem tego typu. W późniejszym okresie wszedł w skład nowego kanału ESPN Radio, który obecnie należy do The Walt Disney Company.

#### Wejście w skład The Walt Disney Company
W 1996 roku firma The Walt Disney Company zakupiła grupę Capital Cities/ABC, właściciela ABC Radio i ABC Television za astronomiczną kwotę 12 mld USD. W tym samym roku kierownictwo Disneya zmieniło nazwę firmy na ABC Inc.
W 2001 roku ABC ponownie rozpoczęła rozwój programów z serii „talk radio”, tym razem z naciskiem na rozmowy polityczne. Wśród pierwszych spikerów Amerykanie mogli usłyszeć na swojej odnowionej antenie Sama Donaldsona, byłego pracownika w siostrzanej telewizji ABC News, Seana Hannity’ego i Johna Batchelora z WABC oraz Larry’ego Eldera z KABC. Donaldson opuścił swój program po bardzo krótkim czasie. Inny pracownik, Mark Levin został przyjęty do radia w 2005 i ostatecznie zastąpił Eldera w 2007 roku. Z kolei Mark Davis z sieci WBAP pracował w ABC stosunkowo krótko, bo tylko w 2005 roku. Sean Hannity był najbardziej popularnym prezenterem radiowym programów „talk radio”, wypierając Laurę Schlessinger z tej dotychczasowej pozycji (szczególnie wśród widzów na wschodnim wybrzeżu USA) w ciągu kilku lat swojej pracy w ABC. Obecnie prowadzi programy również na kanale Premiere Radio Networks.

#### Sprzedaż do Citadel Broadcasting
W 2005 roku ABC Inc. zaczęła badać możliwość sprzedaży radiowego oddziału grupy. Do rozmów przystąpili Entercom Communications oraz Citadel Broadcasting Corporation korporacji Forstmann Little & Company, wieloletni konkurenci w dziedzinie rozrywki radiowej.
Nabywca miał wziąć w posiadanie 22 najlepsze stacje ABC Radio, a także tzw. sieci „talk radio” oraz stacje muzyczne. Firma Citadel Broadcasting została uznana za najlepszy oferent, natomiast transakcja odbyła się w lutym 2006. Umowa nie obejmowała Radio Disney, ESPN Radio (w tym jego hiszpańskiego odpowiednika, ESPN Deportes) oraz pięć innych stacji ESPN, które były w posiadaniu The Walt Disney Company. Pomimo tego Citadel Broadcasting posiadała kilka powiązanych stacji z ESPN na małych i średnich rynkach w USA (najczęściej lokalne rozgłośnie), w tym WYOS w Binghamton (stan Nowy Jork), KTIK w Boise (stan Idaho) i KESP w Modesto (stan Kalifornia). Kanał telewizyjny ABC News (należący do ABC, Inc.) miał nadal współpracować i produkować wraz z ABC News Radio z dystrybucją firmy Citadel.
Pomimo zmiany właściciela tylu ważnych stacji, ich nabywca, Citadel, wciąż chciał posiadać pozostałe stacje Disneya (tj. ESPN Radio i ESPN Deportes) chcąc włączyć je w część Forstmann Little & Company. Radio Disney nie była jednak już tak pożądana przez Citadel Broadcasting. 
Nabycie przez Citadel Broadcasting sieci ABC Radio zostało oficjalnie zakończone 12 czerwca 2007, natomiast nazwa „ABC Radio Networks” oraz logo zostało na licencji do 2 kwietnia 2009 w rękach Citadel.
Wkrótce po ogłoszeniu włączenia ABC do Citadel Broadcasting, sieć „FM” w firmie została reaktywowana. Obecnie na tych antenach co godzinę jest dwuminutowy dziennik, w formacie podobnym do sieci, gdy dawniej były one eksploatowane. Te serwisy noszą na antenie markę ABC News Now.
Z powodu problemów finansowych spowodowanych kryzysem finansowym na świecie, w marcu 2008 w ABC Radio pracę straciło setki pracowników. W efekcie grupowych zwolnień niektóre stacje ponownie przeniosły się na mniej kosztowną technologię 24-godzinnego formatu satelitarnego przekazu.

#### Współpraca z Comcast
30 października 2008 roku ABC Radio podpisało porozumienie z Comcast Corporation na rzecz rozwoju produktów i dystrybucji, które przyniosą popularne treści związane z marką E! Entertainment, Style Network i G4 do sieci naziemnych oddziałów radiowych Comacstu.

#### Współpraca z Radiolicious
Dnia 11 marca 2009 ABC Radio podpisało umowę sprzedaży oraz marketingu z firmą Radiolicious, która zapewniła stacjom radiowym ABC możliwość połączenia ich muzyki z reklamami i użytkownikami telefonów inteligentnych z funkcją smart.

### Citadel Media
2 kwietnia 2009 roku szefowie Citadel Broadcasting zatwierdzili zmianę marki z ABC Radio na „Citadel Media”, co było podyktowane koniecznością nałożoną zarówno przez licencję (wyżej wymieniona) jak i marketingowym zabiegiem mającym na celu porządkowanie marek w firmie. Jednakże kanał „ABC News” pozostał niezmieniony, a lista formatu satelitarnego pozostała taka sama.

## Programy
Obecnie na stacji Citadel Media prowadzone są programy:

### Citadel Media Radio Network
- The Sean Hannity Show, we współpracy z Premiere Radio Networks (Sean Hannity)
- The Mark Levin Show (Mark Levin)
- Imus in the Morning (Don Imus)
- Red Eye Radio (pn-pt Doug McIntyre; so-nd Marc Germain)
- Moneytalk (Bob Brinker)
- America’s Most Wanted
- Focus on the Family
- Radio Perez (Perez Hilton)
- The Huckabee Report (Mike Huckabee)
- Doug Limerick News (Doug Limerick)
- Program Larry Kudlow
- Program Johna Batchelora

### Citadel Media Music
- Flashback/Flashback Pop Quiz
- Kidd Kraddick in the Morning (Kidd Kraddick, Kellie Rasberry)
- American Country Countdown (Kix Brooks)
- The Rick Dees Weekly Top 40 (Rick Dees)
- Programy Toma Kenta:
  - Ultimate Party
  - My 70s Show
  - Tom Kent
- Program Donny’ego Osmonda

### Citadel Media Multicultural
- The Michael Baisden Show (Michael Baisden)
- The Brian McKnight Show (Brian McKnight)
- Conexión Thalía (Thalía)
- Tu Vida es Mi Vida (Maria Marín)
- Celebrating the Healthy Life (María Celeste Arrarás)
- Daddy Yankee On Fuego (Daddy Yankee)